# جام جهانی هاکی سالنی مردان ۲۰۲۳
جام جهانی هاکی سالنی مردان ۲۰۲۳ ششمین دورهٔ این مسابقات بود که از ۵ تا ۱۱ فوریهٔ ۲۰۲۳ در پرتوریا واقع در آفریقای جنوبی برگزار شد.
اتریش با قلبه بر هلند در مسابقهٔ فینال و در ضربات پنالتی برای دومین بار پیاپی قهرمان این مسابقات شد و ایران نیز با پیروزی در برابر ایالات متحده، به مدال برنز دست یافت.